# Danh sách trường Đại học tại Bắc Triều Tiên
Hiện nay có hơn 300 trường đại học và cao đẳng ở Bắc Triều Tiên.

## Danh sách
Danh sách này không đầy đủ, bạn cũng có thể giúp mở rộng danh sách.
| Tên                                                         | Viết tắt | Thành lập | Địa điểm     | Ref         |
| ----------------------------------------------------------- | -------- | --------- | ------------ | ----------- |
| Đại học Nông nghiệp Chagang                                 |          | 1970      | Chagang      | [ 2 ]       |
| Đại học Changsusan                                          |          | 1969      | Hwanghae Nam | [ 2 ]       |
| Đại học Y khoa Ch'ŏngjin                                    |          |           | Ch'ŏngjin    |             |
| Đại học Mỏ và Kim loại Ch'ŏngjin                            |          |           | Ch'ŏngjin    |             |
| Đại học Sư phạm Ch'ŏngjin 1 (Đại học Oh Joong-heup)         |          |           | Ch'ŏngjin    |             |
| Đại học Công nghệ Ch'ŏngjin                                 |          |           | Ch'ŏngjin    |             |
| Đại học kinh tế Chong Jun-taek                              |          | 1960      | Kangwon      | [ 2 ]       |
| Đại học Chongsong                                           |          | 1946      | Hamgyong Nam | [ 2 ]       |
| Đại học Giáo dục thể chất Choson                            |          | 1958      | Pyongyang    | [ 2 ]       |
| Đại học Hambuk                                              |          | 1970      | Hamgyong Bắc | [ 2 ]       |
| Đại học Sư phạm Hamhŭng                                     |          |           | Hamhŭng      |             |
| Đại học Công nghệ Hóa học Hamhŭng                           |          | 1947      | Hamhŭng      | [ 2 ]       |
| Đại học khoa học vật lý và toán học Hamhŭng                 |          |           | Hamhŭng      |             |
| Đại học viễn thông Huichon                                  |          | 1958      | Huichon      | [ 2 ]       |
| Đại học Inpung                                              |          | 1969      | Chagang      | [ 2 ]       |
| Viện khoa học tự nhiên                                      | INS      | 1967      | Pyongan Nam  | [ 3 ]       |
| Đại học Kang Gong                                           |          | 1971      | Hwanghae Bắc | [ 2 ]       |
| Đại học Karimchon                                           |          | 1971      | Ryanggang    | [ 2 ]       |
| Đại học Công nghệ Kim Chaek                                 | KUT      | 1948      | Pyongyang    | [ 4 ] [ 5 ] |
| Đại học Sư phạm Kim Chol-ju                                 |          |           | Pyongyang    | [ 6 ]       |
| Đại học Sư phạm Kim Hyung-jik                               |          |           |              |             |
| Đại học nghệ thuật Kim Jong-il                              |          |           |              |             |
| Đại học quân sự Kim Il-sung                                 |          |           | Pyongyang    |             |
| Đại học Kim Il-sung                                         | KISU     | 1946      | Pyongyang    | [ 5 ]       |
| Đại học Chính trị Kim Il-sung                               |          |           |              | [ 7 ]       |
| Đại học Kim Je-won                                          |          | 1960      | Hwanghae Nam | [ 2 ]       |
| Cao Ly thành quân quán                                      |          |           |              |             |
| Đại học Kumya                                               |          | 1958      | Hamgyong Nam | [ 2 ]       |
| Đại học Kwangje                                             |          | 1969      | Pyongan Bắc  | [ 2 ]       |
| Đại học Kye Ung-sang                                        |          | 1959      | Hwanghae Bắc | [ 2 ]       |
| Đại học Kyongsong                                           |          | 1948      | Hamgyong Bắc | [ 2 ]       |
| Đại học Manpung                                             |          | 1969      | Pyongan Bắc  | [ 2 ]       |
| Đại học Nampo                                               |          | 1967      | Nampo        | [ 2 ]       |
| Đại học Ponghwa                                             |          | 1972      | Pyongan Nam  | [ 2 ]       |
| Đại học thương mại Jang Chol-gu Pyongyang                   |          | 1970      | Pyongyang    | [ 5 ]       |
| Đại học Y Pyongyang                                         |          | 1948      | Pyongyang    | [ 8 ]       |
| Đại học Nông nghiệp Pyongyang                               |          | 1981      | Pyongyang    | [ 5 ]       |
| Đại học kiến trúc Pyongyang                                 |          |           | Pyongyang    |             |
| Đại học Tự động hóa Pyongyang (Trước đây là Cao đẳng Mirim) |          |           | Pyongyang    | [ 9 ]       |
| Đại học Điện ảnh Pyongyang                                  |          | 1953      | Pyongyang    | [ 5 ]       |
| Đại học khoa học máy tính Pyongyang                         | PUCS     |           | Pyongyang    |             |
| Đại học ngoại ngữ Pyongyang                                 |          | 1949      | Pyongyang    | [ 2 ]       |
| Đại học Công nghiệp nhẹ Han Duksu Pyongyang                 |          | 1959      | Pyongyang    | [ 2 ]       |
| Đại học Cơ khí Pyongyang                                    |          | 1948      | Pyongyang    | [ 2 ]       |
| Pyongyang University of Medicine Teaching Hospital          |          | 1946      | Pyongyang    | [ 2 ]       |
| Đại học âm nhạc và khiêu vũ Pyongyang                       |          | 1972      | Pyongyang    | [ 10 ]      |
| Đại học kỹ thuật in Pyongyang                               |          | 1984      | Pyongyang    | [ 3 ]       |
| Đại học Kỹ thuật Đường sắt Pyongyang                        |          | 1959      | Pyongyang    | [ 2 ]       |
| Đại học Khoa học và Kỹ thuật Pyongyang                      | PUST     | 2010      | Pyongyang    | [ 11 ]      |
| Đại học Giao thông vận tải biển Rajin                       |          | 1968      | Rason        | [ 3 ]       |
| Đại học Ryanggang                                           |          | 1959      | Ryanggang    | [ 2 ]       |
| Trường Cao đẳng Dược Koryo Sariwon                          |          | 1968      | Sariwon      | [ 2 ]       |
| Đại học Công nghiệp nhẹ Sinuiju                             |          | 1982      | Sinuiju      | [ 2 ]       |
| Đại học Sohae                                               |          | 1977      | Nampo        | [ 2 ]       |
| Đại học Songdowon                                           |          | 1971      | Kangwon      | [ 2 ]       |
| Đại học Tonghae                                             |          | 1959      | Kangwon      | [ 2 ]       |
| Đại học Châu Á                                              |          | 1951      | Pyongyang    |             |
| Đại học khai thác than                                      |          | 1968      | Pyongan Nam  | [ 2 ]       |
| Đại học Xây dựng và Vật liệu Xây dựng                       |          | 1959      | Pyongyang    | [ 5 ]       |
| Đại học mỹ thuật                                            |          | 1947      | Pyongyang    | [ 5 ]       |
| Đại học địa chất                                            |          | 1970      | Hwanghae Bắc | [ 2 ]       |
| Đại học Thủy lực và Động lực                                |          | 1959      | Hamgyong Nam | [ 2 ]       |
| Đại học Kỹ thuật Khai thác và Luyện kim                     |          | 1959      | Hamgyong Bắc | [ 3 ]       |
| ĐẠi học Kinh tế Quốc dân                                    |          | 1946      | Pyongyang    | [ 5 ]       |
| Đại học thú y và chăn nuôi                                  |          | 1955      | Pyongan Nam  | [ 3 ]       |
| Đại học Nông nghiệp Wonsan                                  |          | 1948      | Wonsan       | [ 3 ]       |

### Works cited
- World List of Universities . Palgrave Macmillan UK. 2016. ISBN 978-1-349-12037-6.